# Senta Susana
Senta Susana (en francès Sainte-Suzanne) és un municipi francès situat al departament de l'Arieja i a la regió d'Occitània.